# 하이드록시 알파 산쇼올
하이드록시 알파 산쇼올(Hydroxy alpha sanshool)은 초피나무속의 식물에서 볼 수 있는 분자이다. 화자오와 우자지를 사용하여 조리한 음식을 먹을 때 발생하는 저림 증상을 책임지는 것으로 믿겨진다.
흔히 마라탕이나 마라샹궈 등 중국음식을 먹을 때 느껴지는 혀의 저릿함도 중국 음식에 많이 사용되는 산초, 화초가 조리 중 들어가, 이들의 산쇼올에 의해 혀가 저릿해지는 것이다.
캡사이신과 같이 혀의 통각 수용체를 자극시켜 매운맛을 느끼게 하는데, 산쇼올에 의해 매운맛을 더 뜨거운 음식으로 달래기 보다, 기름을 포함한 낮은 온도의 음식을 먹어 혀를 진정시키는 것이 더 나은 선택이라고 할 수 있다.
화합물의 이름에 포함된 산쇼올(sanshool)이라는 용어는 초피나무를 의미하는 일본어 산쇼(山椒)에서 파생된 것이며, 여기서 알코올을 뜻하는 -ol 접미사가 붙은 것이다.